# Holterdiepolter
Holterdiepolter (auch: holterdipolter) ist ein Adverb mit der Bedeutung „eilig“, „unverzüglich“ oder „überstürzt“. Es fällt wegen seiner iterativen Wortstruktur auf, die durch den Einschub di(e) und einen Reim gekennzeichnet ist. Das Wort hat die Struktur „Grundwort (mit Konsonantenwechsel am Wortanfang) + di(e) + Grundwort“. Abgesehen von dem Einschub ist es in seiner Struktur vergleichbar mit Reduplikationen wie ratzfatz oder ruckzuck. Als Grundwort wird das Verb poltern angesehen, das als Bedeutungsnuance zu „eilig, schnell, unverzüglich“ noch beiträgt, dass der betreffende Vorgang geräuschvoll, ungleichmäßig oder überstürzt, eben „polternd“ abläuft.